# François Deguelt
François Deguelt geboren als Louis Deghelt (Tarbes, Hautes-Pyrénées, 4 december 1932 – Sainte-Maxime, 22 januari 2014) was een Frans zanger die veel bekendheid kreeg door zijn twee deelnames aan het songfestival namens Monaco in 1960 en 1962.
Deguelt gaf zijn studie op om zanger te worden in Parijs in de vroege jaren 50. In 1956 was hij de winnaar van de Grand Prix du Disque van de Académie Charles Cros. Daarna ging Deguelt een tijdje het leger in. Deguelt keerde terug naar Frankrijk en in 1960 werd hij door de omroep van Monaco benaderd om Monaco te vertegenwoordigen tijdens het Eurovisiesongfestival 1960 gehouden in Londen. Deguelt zong het lied "Ce soir-là" ("Die nacht"). Het lied leek het goed te doen bij de Europese jury want Deguelt eindigde derde van de dertien deelnemers.
In 1962 keerde Deguelt terug naar het songfestival. Hij vertegenwoordigde Monaco voor de tweede keer, dit keer met het lied "Dis rien" ("Zeg niets"). Hij verbeterde zijn prestatie van twee jaar eerder want hij werd tweede van de 16 deelnemers.
Hij stierf op zijn woonboot in Sainte-Maxime aan de Franse Riviera op 81-jarige leeftijd.
- Biblioteca Nacional de España: XX1439752
- Bibliothèque nationale de France: cb138930921 (data)
- Gemeinsame Normdatei: 1025877411
- International Standard Name Identifier: 0000 0000 5936 5507
- Library of Congress Control Number: n2018043854
- MusicBrainz: 6336e34f-4836-4f5e-8d71-10a8da0f64ea
- Nationale Bibliotheek van Israël: 987008877422705171
- SNAC: w6zs2xbv
- Système universitaire de documentation: 175827524
- Virtual International Authority File: 37101470
- WorldCat: E39PBJqfHx3RQghPrwtkVM4Qbd

1959: Jacques Pills · 
1960: François Deguelt · 
1961: Colette Deréal · 
1962: François Deguelt · 
1963: Françoise Hardy · 
1964: Romuald · 
1965: Marjorie Noël · 
1966: Tereza · 
1967: Minouche Barelli · 
1968: Line & Willy · 
1969: Jean-Jacques · 
1970: Dominique Dussault · 
1971: Séverine · 
1972: Anne-Marie Godart & Peter McLane · 
1973: Marie · 
1974: Romuald · 
1975: Sophie · 
1976: Mary Christy · 
1977: Michèle Torr · 
1978: Caline & Olivier Toussaint · 
1979: Laurent Vaguener · 
2004: Märyon · 
2005: Lise Darly · 
2006: Séverine Ferrer